# Список графів дю Перш

Герб графів дю Перш

Граф дю Перш (фр. comtes du Perche) — титул правителя французького графства Перш, утворився при злитті двох сеньорій — Мортань-о-Перш і Ножан-ле-Ротру. Іноді сеньйори Мортань в джерелах називаються графами, однак не встановлено, чи носили вони насправді графський титул. Першим титул «граф дю Перш» прийняв Жоффруа III де Мортань, який жив наприкінці XI століття. Графство існувало до 1226 року, коли після смерті бездітного графа Гильом було приєднано до французької корони. Пізніше частина Перша була приєднана до графства Алансон і виділялася французьким принцам у вигляді апанажа.

## Правителі в графстві Перш

### Сеньйори де Мортань
Роргоніди
- 941—955: Ерве I (пом. після 955), сеньйор де Мортань-о-Перш в 941-955
- 974—980: Ерве II (пом. після 980), сеньйор де Мортань-о-Перш в 974-980, ймовірно син попереднього

### Сеньйори де Ножан
- 960—996: Ротру I (пом. після 996), сеньйор де Ножан-ле-Ротру в 960-996
- Мелісенда, дама де Ножан-ле-Ротру, дочка попереднього
чоловік: Фулькуа де Шатоден

### Сеньйори або графи де Мортань і де Ножан
Шатоденський будинок
- після 996 — до 1000: Фулькуа (розум. до 1003), сеньйор де Мортань-о-Перш і де Ножан 1000
- до 1003 — 1039/1040: Жоффруа I (пом. 1039/1040), віконт де Шатоден (Жоффруа II) з 1003, сеньйор де Мортань-о-Перш і де Ножан з до 1003, син попереднього
- 1039/1140—1042/1044: Гуго I (пом. 1042/1044), віконт де Шатоден (Гуго II), сеньйор де Мортань-о-Перш і де Ножан з 1039/1040, син попереднього
- 1042/1044—1080: Ротру II (пом. 1080), віконт де Шатоден (Ротру I), сеньйор де Мортань-о-Перш (Ротру I) і де Ножан з 1042/1044, брат попереднього

### Графи дю Перш
Шатоденський будинок
- 1080—1100: Жоффруа II (пом. 1100), сеньйор де Мортань-о-Перш (Ротру I) і де Ножан з 1080, 1-й граф дю Перш після 1090, син попереднього
- 1100—1144: Ротру III Великий (розум. 1144), граф дю Перш за 1100, син попереднього
- 1144—1191: Ротру IV (розум. 1191), граф дю Перш з 1144, син попереднього
- 1191—1202: Жоффруа III (розум. 1202), граф дю Перш за 1191, син попереднього
- 1202—1217: Томас (розум. 1217), граф дю Перш за 1202, син попереднього
- 1217—1226: Гильом (розум. 1226), єпископ Шалона-на-Марне з 1216, граф дю Перш за 1217, брат Жоффруа II

В 1226 році графство Перш приєднано до французької корони.

### Апанаж принців
Капетинги
- 1269—1284: П'єр I (1251-1284), граф Алансона і Перша з 1269, граф Блуа, Шартра і сеньйор де Гіз з 1272, 5-й син короля Людовіка IX Святого

Валуа
- 1290—1325: Карл I Безземельний (1270—1325), граф де Валуа с 1286, граф Алансона, Перша, Шартра, Анжу и Мена з 1290, брат короля Филіппа Красивого
- 1325—1346: Карл II Великодушний (1297—1346), граф Алансона, Шартра и Перша с 1325, сын предыдущего
- 1346—1361: Карл III (1337—1375), граф Алансон и Перша 1346—1361, архиепископ Лиона с 1365, сын предыдущего
- 1361—1377: Роберт (1364—1377), граф Перша с 1361, брат попереднього
- 1377—1404: Пьер II Добрый (1340—1404), граф Алансона и Пороэта с 1361, граф Перша с 1377, брат предыдущего
- 1404—1415: Жан I Мудрый (1385—1415), граф Алансона (Жан IV) и Перша с 1404, 1-й герцог Алансона с 1414, сын попереднього
- 1407—1408: Пьер III (1407—1408), граф Перша с 1407, син попереднього
- 1409—1476: Жан II Прекрасный герцог (1409—1476), граф Перша с 1407, герцог Алансона с 1415, брат попереднього
- 1409—1492: Рене (ок. 1454—1492), герцог Алансона и граф Перша с 1476, син попереднього
- 1492—1524: Карл IV (1489—1524), герцог Алансона и граф Перша с 1492, граф Арманьяка, Фезансака и Родеза с 1497
- 1525—1549: Маргарита Ангулемская (1492—1549), герцогиня Берри в 1517—1527, герцогиня Алансона и графиня Перша с 1525, королева Наварры, жена попереднього, сестра короля Франции Франциска I
- 1525—1549: Франсуа (1555—1584), герцог Алансона и граф Перша с 1566, герцог Анжу с 1574, син короля Франции Генриха II